# Tobias Sana
Tobias Sana (født 11. juli 1989 i Göteborg) er en fodboldspiller af svensk og burkinsk herkomst, der spiller for IFK Göteborg.
Han kom tilbage til klubben, han tidligere spillede for, efter to sæsoner i danske AGF. Derudover har han tidligere blandt andet spillet for Malmö FF, Qviding FIF og Ajax.

## Klubkarriere

### AFC Ajax
Den 1. august 2012 skrev Sana under på en treårig aftale med AFC Ajax. IFK Göteborg modtog 350.000 euro for kantspilleren.

### Malmö FF
De svenske mestre Malmö FF annoncerede den 14. januar 2015, at de havde hentet Sana til klubben, hvor han havde skrevet under på en fireårig aftale.

### AGF
Den 6. juli 2017 skrev han under på en treårig kontrakt med AGF.
Sana scorede det første hattrick i sin seniorkarriere 1. april 2018 mod Hobro IK.
Den første sæson i AGF var en stor succes for Sana, og han fik samlet 64 kampe i klubben og scorede 15 mål i Superligaen.

### Tilbage til Göteborg
Mod slutningen af tiden i AGF var Sana mest indskiftningsspiller, så derfor var det ikke unaturligt, at han var interesseret i at komme videre. I august 2019 blev han enig med IFK Göteborg om at vende tilbage til denne sin første professionelle klub, hvor han fik kontrakt gældende til 2022.